# Estudos sobre genocídio
Estudos sobre genocídio é um campo acadêmico que pesquisa o genocídio. O estudo do genocídio começou a se desenvolver em meados da década de 1940, com o trabalho de Raphael Lemkin, que cunhou o termo genocídio e iniciou as pesquisas na área. Os principais temas de estudo foram o Genocídio Armênio e o Holocausto. O Holocausto foi o principal objeto de estudo, inicialmente como um subcampo dos estudos sobre o Holocausto [en], recebendo um impulso adicional na década de 1990, com os Genocídio da Bósnia e Genocídio de Ruanda. O campo ganhou maior atenção na década de 2010 com a formação de um subcampo focado em gênero.
É um campo complexo, sem consenso sobre princípios de definição e com uma relação intricada com a ciência política convencional. Nos últimos decênios do século XX e na primeira década do século XXI, houve um renovado interesse e pesquisa no campo, mas ele permanece uma corrente minoritária que ainda não alcançou status mainstream dentro da ciência política.

## História

### Contexto
A pesquisa sobre genocídio começou na década de 1940, com os estudos de Raphael Lemkin, um advogado polonês-judeu. Conhecido como o "pai da convenção sobre genocídio", Lemkin criou o termo genocídio e o estudou durante a Segunda Guerra Mundial. Em 1944, seu livro Axis Rule apresentou a ideia de genocídio, definido como "a destruição de uma nação ou grupo étnico". Após a publicação, surgiram controvérsias sobre a definição específica. Muitos estudiosos associavam o genocídio ao extermínio em massa, considerando o Holocausto como o principal exemplo; outros acreditavam que o genocídio possui uma definição mais ampla, não restrita ao Holocausto. Lemkin escreveu que "genocídios físicos e biológicos são sempre precedidos por genocídio cultural ou por ataques aos símbolos do grupo ou interferências violentas em atividades culturais". Para ele, o genocídio envolve a aniquilação da cultura de um grupo, mesmo que seus membros não sejam completamente destruídos.
Após a publicação do livro de Lemkin em 1944, Israel Charny [en] destaca a publicação de The Crime of State por Pieter Drost em 1959 e o Congresso para a Prevenção do Genocídio de 1967, organizado pela La Société Internationale de Prophylaxie Criminelle em Paris, como eventos notáveis na pesquisa sobre genocídio antes da década de 1970.

### Décadas de 1970 e 1980
Charny atribui o principal avanço dos estudos sobre genocídio a quatro livros publicados no final da década de 1970 e início da década de 1980: Genocide: State Power and Mass Murder, de Irving Louis Horowitz, em 1976; Accounting for Genocide: National Responses and Jewish Victimization in the Holocaust, de Helen Fein, em 1979; Genocide: Its Political Use in the Twentieth Century, de Leo Kuper [en], em 1981; seu próprio livro de 1982, How Can We Commit the Unthinkable? Genocide: The Human Cancer; e Genocide and Human Rights: A Global Anthology, de Jack Nusan Porter [en], em 1982. Ele argumenta que, embora o livro de Fein não tratasse diretamente de outros genocídios além do Holocausto, sua comparação de genocídios em diferentes países ocupados pelos nazistas "lançou as bases para estudos comparativos de genocídio em geral".

### Década de 1990
Inicialmente um subcampo dos estudos sobre o Holocausto, diversos estudiosos continuaram as pesquisas de Lemkin, e a década de 1990 viu a criação de uma revista acadêmica específica, o Journal of Genocide Research [en]. Segundo Donald Bloxham [en] e A. Dirk Moses [en], o principal motivo para o aumento de pesquisas foi o Genocídio de Ruanda na década de 1990, que evidenciou a prevalência do genocídio para estudiosos ocidentais. Apesar do crescimento nas décadas anteriores, o campo permaneceu uma corrente minoritária, desenvolvendo-se paralelamente, e não em diálogo, com trabalhos sobre outras formas de violência política. A ciência política convencional raramente se engajava com os estudos mais recentes sobre genocídio comparado. Essa separação decorre, em parte, de suas raízes nas humanidades e da dependência de abordagens metodológicas que não convenceram a ciência política convencional. Além disso, os estudos sobre genocídio têm um compromisso explícito com o ativismo humanitário e a práxis como processo, enquanto as gerações iniciais de estudiosos não encontraram muito interesse em revistas ou editoras de ciência política convencionais, optando por criar suas próprias revistas e organizações.
A Associação Internacional de Acadêmicos de Genocídio (IAGS) foi fundada em 1994, com Fein como sua primeira presidente. Charny credita a criação da IAGS a uma reunião em 1988, durante uma conferência sobre o Holocausto em Londres, onde ele, Fein, Robert Melson [en], e Roger W. Smith participaram de uma sessão sobre genocídios além do Holocausto.

### Década de 2000
Na década de 2000, os estudos comparativos de genocídio careciam de consenso sobre a definição de genocídio [en], uma tipologia (classificação de tipos de genocídio), um método comparativo de análise e sobre períodos de tempo. Anton Weiss-Wendt descreve os estudos comparativos de genocídio, que incluem um objetivo ativista de prevenir genocídios, como um fracasso na prevenção de genocídios.
Em 2005, foi criada uma segunda associação internacional de estudiosos de genocídio, a Rede Internacional de Estudiosos de Genocídio [en] (INoGS). Em 2006, a revista Genocide Studies and Prevention foi lançada por Charny em nome da IAGS.

### Década de 2010
Na década de 2010, as pesquisas sobre genocídio raramente apareciam em revistas disciplinares convencionais, apesar do crescimento na quantidade de estudos.

### Década de 2020
Na década de 2020, estudiosos do Holocausto publicaram análises sobre as alegações de genocídio no ataque liderado pelo Hamas em 7 de outubro [en] e sobre o tema do genocídio em Gaza. Raz Segal [en] e Luigi Daniele argumentaram que uma crise nos campos sobrepostos de estudos ocorreu, afirmando que "a crise decorre das evidências significativas de genocídio no ataque de Israel a Gaza, que expôs o status excepcional conferido a Israel como um elemento fundacional no campo, ou seja, a ideia de que Israel, o estado dos sobreviventes do Holocausto, nunca poderia perpetrar genocídio." Omar McDoom [en], descrevendo os dois campos juntos como HGS (estudos sobre Holocausto e genocídio), observou uma divisão na comunidade HGS, na qual pesquisadores "acríticos a Israel" viam "apenas o Hamas como transgressor", enquanto outra parte da comunidade via "ambos os lados envolvidos em violência legalmente e moralmente problemática". A análise de McDoom encontrou "evidências fortemente sugestivas de viés em favor de Israel" por parte da comunidade e fez recomendações sobre "obrigações éticas e boas práticas para estudiosos envolvidos em comentários públicos" no campo.
Em março de 2025, diversos estudiosos de genocídio e Holocausto lançaram a Rede de Crise de Estudos sobre Genocídio e Holocausto, com base em uma carta aberta assinada por 400 estudiosos.

## Campo de gênero
Em 2010, o estudo de genocídio relacionado ao gênero era um novo campo, considerado uma especialidade dentro da pesquisa mais ampla sobre genocídio. Ele atraiu atenção após os genocídios da Bósnia-Herzegovina e de Ruanda, nos quais tribunais de crimes de guerra reconheceram que várias mulheres foram estupradas e homens sofreram abusos sexuais. Estudiosas feministas pesquisam as diferenças entre homens e mulheres durante genocídios, estudando as vidas de mulheres sobreviventes do Holocausto. Pesquisas semelhantes sobre o Genocídio Armênio exploraram a representação de mulheres armênias como vítimas, com foco no filme Ravished Armenia. Esses estudos analisam o poder das representações para desempoderar o objeto da representação (como "as mulheres armênias"). Alguns estudiosos argumentam que representações de estupro, quando desempoderadoras, podem ser vistas como atos de violência em si mesmas.